# Frovatriptan
Il  frovatriptan  è un agonista della 5-idrossitriptamina, un principio attivo di indicazione specifica contro le sindromi cefaliche.

## Indicazioni
Viene utilizzato come terapia contro attacchi in forma acuta dovuti alle emicranie.

## Controindicazioni
Sconsigliata in caso di malattia cardiaca pregressa e insufficienza epatica.

## Dosaggi
- 2,5 mg iniziali, se il dolore ritorna somministrare altra dose dopo 2 ore solo nel caso la prima somministrazione abbia fornito sollievo alla persona. (dose massima 5 mg in 24 ore)

## Effetti indesiderati
Fra gli effetti collaterali più frequenti si riscontrano dolore addominale, vertigini, sonnolenza, nausea disturbi del campo visivo, vomito.